# جون هاردي (لاعب كرة قدم)
جون هاردي (بالإنجليزية: John Hardie)‏ هو لاعب كرة قدم بريطاني في مركز حراسة المرمى، ولد في 7 فبراير 1938 في إدنبرة في المملكة المتحدة. لعب مع أولدهام أثلتيك وكريستال بالاس ونادي برادفورد بارك أفنيو ونادي تشستر سيتي ونادي فالكيرك ونادي هيبرنيان.